# تلمبه علی حسین‌زاده
تلمبه علی حسین‌زاده یک منطقهٔ مسکونی در ایران است که در بخش مرکزی شهرستان بم واقع شده‌است.